# Ultraa
Ultraa è un personaggio della DC Comics, originariamente il primo super umano della Terra Prime. Comparve per la prima volta in Justice League of America n. 153 (aprile 1978), e fu creato da Gerry Conway e George Tuska. L'Ultraa corrente comparve per la prima volta in Justice League Quarterly n. 13 (inverno 1993), scritto da Kevin Dooley ed illustrato da Greg LaRocque.

## Biografia del personaggio

### Jack Grey (pre-Crisi)
Le origini di Ultraa erano molto simili a quelle di Superman, in quanto anche lui era nato su un pianeta alieno, e fu inviato sulla Terra (dell'universo Prime) per scappare alla sua distruzione. Ultraa atterrò nell'entroterra australiano e fu cresciuto dagli indigeni australiani sotto lo pseudonimo di Jack Grey. Nella sua prima comparsa, Ultraa partì per gli Stati Uniti d'America per diventare un supereroe. Dato che attraversò l'oceano correndo, fu captato dalle strumentazioni della Air Force degli Stati Uniti, che mandò un aereo per scoprire cosa fosse. Ultraa rispose all'attacco, e fu scambiato per un criminale dalla Justice League, che erano in visita dalla Terra-1. Infine, Ultraa decise che la Terra Prime non era pronta per i supereroi e decise, quindi, di accompagnare la League nel viaggio di ritorno.
Ultraa comparve poi in Justice League of America n. 158 (settembre 1978) in cui, dopo una battaglia tra la League e la Lega dell'ingiustizia che minacciava dei civili, capì che anche la Terra-1 era messa in pericolo dalla presenza dei super umani. Utilizzò una pistola a raggi per creare un forte senso di apatia sia nella Justice League che nella Lega dell'ingiustizia. Sfortunatamente, funzionò sugli eroi, ma ebbe l'effetto opposto nella squadra dei super criminali. Per questo motivo, Ultraa decise di combattere contro la Lega dell'ingiustizia da solo, ma fallì. Dopo che la JLA superò gli effetti del raggio d'apatia, sconfisse la Lega dell'ingiustizia e i suoi membri non si fidarono più di Ultraa.

### Ultraa (post-Crisi)
Dopo la Crisi sulle Terre infinite, l'Ultraa originale fu connesso retroattivamente fuori dalla storia precedente, insieme alla Terra Prime. In Justice League Quarterly n. 13, Ultraa fu introdotto come nativo di Almerac e fidanzato della Regina Maxima. Giunse sulla Terra per seguirla, e finì per combattere contro Capitan Atomo. Capitan Atomo riuscì ad avere la meglio nel combattimento e quasi uccise Ultraa, tuttavia fu distratto da Maxima, che gli fece abbassare la guardia. Ultraa si alzò velocemente e sconfisse Capitan Atomo senza pietà e quasi lo uccise, ma fu fermato da Maxima che gli disse di lasciare la Terra.
Ultraa ricomparve poi come membro della League Busters fondata dalle Nazioni Unite in Justice League International vol. 2 n. 65 (giugno 1995).

## Poteri e abilità
- L'Ultraa originale non poteva volare ma possedeva la super velocità, super sensi, e super forza. Poteva raggiungere velocità così elevate da superare grandi masse d'acqua. La sola debolezza di questo Ultraa erano gli ultrasuoni concentrati.
- Come discendente del Sangue Reale di Almerac, l'Ultraa moderno aveva a sua disposizione una vastità di poteri che ottenne dopo anni di terapia e di riproduzione selettiva. Come Maxima, l'Ultraa corrente possiede una forza incredibile, telepatia, telecinesi e il potere di volare.